# Ronde van Denemarken 2024
De 34e editie van de Ronde van Denemarken vond in 2024 plaats van 14 tot 18 augustus. Hij startte in Holstebro en eindigde in Gladsaxe en maakte deel uit van de UCI ProSeries 2024. De vorige editie in 2023 werd gewonnen door de Deen Mads Pedersen en hij werd opgevolgd door de Belg Arnaud De Lie.

## Deelname
Er gingen drie UCI World Tour-ploegen, acht UCI ProTeams, zeven continentale teams en het Deens nationaal team van start.
| WorldTour                                                      | ProTeam | Continentaal | Nationaal  |
| -------------------------------------------------------------- | --- | --- | ---------- |
| Alpecin-Deceuninck Team dsm-firmenich PostNL UAE Team Emirates | Lotto-Dstny Q36.5 Pro Cycling Team TDT-Unibet Cycling Team Team Flanders-Baloise Team Novo Nordisk Tudor Pro Cycling Team Uno-X Mobility VF Group-Bardiani CSF-Faizanè | Airtox-Carl Ras BHS-PL Beton Bornholm Lidl-Trek Future Racing Mazowsze Serce Polski Parkhotel Valkenburg Team ColoQuick Team Coop-Repsol | Denemarken |

## Etappe-overzicht
| Et. | Datum | Start      | Finish    | Type           | Afstand | Winnaar                   | Klassementsleider    |
| --- | ----- | ---------- | --------- | -------------- | ------- | ------------------------- | -------------------- |
| 1   | 14/8  | Holstebro  | Holstebro | Ploegentijdrit | 13,7    | Team dsm-firmenich PostNL | Tobias Lund Andresen |
| 2   | 15/8  | Ringkøbing | Vejle     | Heuvelrit      | 231     | Magnus Cort               | Arnaud De Lie        |
| 3   | 16/8  | Kolding    | Haderslev | Heuvelrit      | 156     | Tobias Lund Andresen      | Arnaud De Lie        |
| 4   | 17/8  | Stevns     | Holbæk    | Heuvelrit      | 177,5   | Jelte Krijnsen            | Arnaud De Lie        |
| 5   | 18/8  | Roskilde   | Gladsaxe  | Vlakke rit     | 164,6   | Tobias Lund Andresen      | Arnaud De Lie        |

## Klassementsleiders
| Et.         | Winnaar                   | Algemeen             | Punten               | Berg            | Jongeren             | Strijdlust             | Ploegen                   |
| 1           | Team dsm-firmenich PostNL | Tobias Lund Andresen | Tobias Lund Andresen | Jesper Rasch    | Tobias Lund Andresen | Niet uitgereikt        | Team dsm-firmenich PostNL |
| 2           | Magnus Cort               | Arnaud De Lie        | Magnus Cort          | Daniel Stampe   | Arnaud De Lie        | Jasper Dejaegher       | Team dsm-firmenich PostNL |
| 3           | Tobias Lund Andresen      | Arnaud De Lie        | Arnaud De Lie        | Daniel Stampe   | Arnaud De Lie        | Jasper Dejaegher       | Team dsm-firmenich PostNL |
| 4           | Jelte Krijnsen            | Arnaud De Lie        | Tobias Lund Andresen | Kristian Egholm | Arnaud De Lie        | Pelle Køster Mikkelsen | Team dsm-firmenich PostNL |
| 5           | Tobias Lund Andresen      | Arnaud De Lie        | Tobias Lund Andresen | Kristian Egholm | Arnaud De Lie        | Victor Grue Enggaard   | Team dsm-firmenich PostNL |
| Eindstanden | Eindstanden               | Arnaud De Lie        | Tobias Lund Andresen | Kristian Egholm | Arnaud De Lie        | Victor Grue Enggaard   | Team dsm-firmenich PostNL |

## Eindklassementen
| Plaats      | Naam                 | Ploeg                     | Tijd      |
| ----------- | -------------------- | ------------------------- | --------- |
| Blauwe trui | Arnaud De Lie        | Lotto-Dstny               | 15u56'14" |
| 2           | Magnus Cort          | Uno-X Mobility            | + 0'01"   |
| 3           | Anders Foldager      | Denemarken                | + 0'27"   |
| 4           | Søren Kragh Andersen | Alpecin-Deceuninck        | + 0'33"   |
| 5           | Jenno Berckmoes      | Lotto-Dstny               | + 0'41"   |
| 6           | Michael Gogl         | Alpecin-Deceuninck        | + 0'51"   |
| 7           | Frank van den Broek  | Team dsm-firmenich PostNL | + 0'52"   |
| 8           | Matteo Trentin       | Tudor Pro Cycling Team    | + 1'03"   |
| 9           | Sean Flynn           | Team dsm-firmenich PostNL | + 1'06"   |
| 10          | Andreas Leknessund   | Uno-X Mobility            | + 1'29"   |

| Plaats      | Naam                 | Ploeg                     | Punten |
| ----------- | -------------------- | ------------------------- | ------ |
| Groene trui | Tobias Lund Andresen | Team dsm-firmenich PostNL | 55     |
| 2           | Arnaud De Lie        | Lotto-Dstny               | 40     |
| 3           | Magnus Cort          | Uno-X Mobility            | 35     |
|             |                      |                           |        |
| 4           | Jelte Krijnsen       | Parkhotel Valkenburg      | 23     |

| Plaats        | Naam                  | Ploeg                   | Punten |
| ------------- | --------------------- | ----------------------- | ------ |
| Bolletjestrui | Kristian Egholm       | Lidl-Trek Future Racing | 46     |
| 2             | Alexander Arnt Hansen | Airtox-Carl Ras         | 34     |
| 3             | Emil Toudal           | Team ColoQuick          | 24     |
|               |                       |                         |        |
| 5             | Sébastien Grignard    | Lotto-Dstny             | 12     |

| Plaats     | Naam            | Ploeg                   | Tijd      |
| ---------- | --------------- | ----------------------- | --------- |
| Witte trui | Arnaud De Lie   | Lotto-Dstny             | 15u56'14" |
| 2          | Matyáš Kopecký  | Team Novo Nordisk       | + 1'9"    |
| 3          | Anders Foldager | Lidl-Trek Future Racing | + 5'24"   |
|            |                 |                         |           |
| 25         | Maxime Duba     | Parkhotel Valkenburg    | + 34'46"  |

| Ploegenklassement |                           |           |
| Plaats            | Ploeg                     | Tijd      |
|                   | Team dsm-firmenich PostNL | 47u50'44" |
| 2                 | Alpecin-Deceuninck        | + 1'13"   |
| 3                 | Uno-X Mobility            | + 1'44"   |

1985 · 1986 · 1987 · 1988 · 1989-1994 · 1995 · 1996 · 1997 · 1998 · 1999 · 2000 · 2001 · 2002 · 2003 · 2004 · 2005 · 2006 · 2007 · 2008 · 2009 · 2010 · 2011 · 2012 · 2013 · 2014 · 2015 · 2016 · 2017 · 2018 · 2019 · 2020 · 2021 · 2022 · 2023 · 2024
Ronde van Valencia ·
Figueira Champions Classic ·
Ronde van Oman ·
Clásica de Almería ·
Ronde van de Algarve ·
Ruta del Sol ·
Ardèche Classic ·
Drôme Classic ·
Kuurne-Brussel-Kuurne ·
Trofeo Laigueglia ·
Nokere Koerse ·
Milaan-Turijn ·
GP Denain ·
Bredene Koksijde Classic ·
Grote Prijs Miguel Indurain ·
Scheldeprijs ·
Brabantse Pijl ·
Ronde van de Alpen ·
Ronde van Turkije ·
Grote Prijs van Plumelec ·
Tro Bro Léon ·
Ronde van Hongarije ·
Vierdaagse van Duinkerke ·
Boucles de la Mayenne ·
Ronde van Noorwegen ·
Circuit Franco-Belge ·
Brussels Cycling Classic ·
Dwars door het Hageland ·
Ronde van België ·
Ronde van Slovenië ·
Ronde van het Qinghaimeer ·
Ronde van Wallonië ·
Arctic Race of Norway ·
Ronde van Burgos ·
Ronde van Denemarken ·
Ronde van Duitsland ·
Maryland Cycling Classic ·
Ronde van Groot-Brittannië ·
Grote Prijs van Fourmies ·
GP Industria & Artigianato-Larciano ·
Coppa Sabatini ·
Grote Prijs van Wallonië ·
Ronde van Luxemburg ·
Super 8 Classic ·
Ronde van Langkawi ·
Ronde van het Münsterland ·
Ronde van Emilia ·
Parijs-Tours ·
Coppa Bernocchi ·
Ronde van de Drie Valleien ·
Ronde van Piemonte ·
Ronde van het Taihu-meer ·
Ronde van Veneto ·
Japan Cup ·
Veneto Classic